# Aloe occidentalis
Aloe occidentalis är en grästrädsväxtart som först beskrevs av Joseph Marie Henry Alfred Perrier de la Bâthie, och fick sitt nu gällande namn av Leonard Eric Newton och Gordon Douglas Rowley. Aloe occidentalis ingår i släktet Aloe och familjen grästrädsväxter. Inga underarter finns listade i Catalogue of Life.